# Loredana Linglauf
Loredana Linglauf (* 1997 in Bochum) ist eine deutsche Schauspielerin.

## Leben
Loredana Linglauf sammelte 2021 berufliche Schauspielerfahrungen am Theater Duisburg und vertiefte diese durch privaten Schauspielunterricht. Bereits früh war sie in Kurz- und Independent-Filmen zu sehen.
Neben ihrer Arbeit im Fernsehen, darunter eine Rolle in dem ZDF-Kriminalfilm Helen Dorn – Atemlos, trat sie in Werbekampagnen wie dem Nippon-Werbespot auf. 2024 übernahm sie eine der Hauptrollen in dem Spielfilm The Washer, der seine Weltpremiere auf dem Slamdance Film Festival feierte. Einem breiteren Publikum wurde sie durch ihre Rolle in der Netflix-Serie Cassandra (2025) bekannt.

## Filmografie (Auswahl)
- 2016: Die Habenichtse (Kinospielfilm)[7][8]
- 2016: Bist du schon fertig, Marie? (Kurzfilm) (Regie: Patrick Kampmann)
- 2020: Helen Dorn – Atemlos (Fernsehreihe)
- 2021: Phoenix (Kurzfilm) (Regie: Nils A. Witt)
- 2022: Nippon-Werbespot
- 2024: The Washer (Spielfilm) (Regie: Nils A. Witt)
- 2025: Cassandra (Mini-Serie)

## Auszeichnungen
2022 wurde die Schauspielerin für ihre Rolle im Kurzfilm Phoenix beim TMFF – The Monthly Online Film Festival als Best Actress ausgezeichnet.
Für ihre schauspielerische Leistung in dem Spielfilm The Washer wurde sie 2024 als Best Supporting Actress beim FilmHaus Festival nominiert.